# Espanhóis
Os espanhóis são um povo e grupo étnico nativo da Espanha, um país localizado na Península Ibérica, entre a Europa Ocidental e Meridional. Devido à complexa história e formação do Estado espanhol, dentro do povo espanhol há subdivisões, como os andaluzes, castelhanos, estremenhos, valencianos, catalães, galegos, bascos e canarinos.
O povo espanhol tem várias origens étnicas, devido à longa história de invasões e migrações.
Os romanos começaram a conquista da Península Ibérica, a que denominavam Hispânia, no final do século III a.C. e esse processo prosseguiu até o século I a.C. Como resultado da romanização da Ibéria, todas as línguas faladas na península atualmente, como o castelhano (espanhol), português, galego, catalão e asturo-leonês, com exceção do basco, que é uma língua isolada, são baseadas no latim vulgar ibérico. No século V, a Hispânia foi tomada pelos germânicos visigodos e suevos.
Em 711, os mouros, que consistiam de árabes e berberes vindos do Norte da África, invadiram a Península Ibérica, cuja área sob domínio muçulmano era denominada, em árabe, como Al-Andalus. Anos após a invasão muçulmana, a partir das Astúrias, os cristãos ibéricos iniciaram a retomada das terras dos mouros, no que ficou conhecido como “Reconquista”, processo em que surgiram reinos cristãos como Leão, Castela, Aragão, Navarra e Portugal. A conquista das Canárias ao longo do século XV marcou o início da diáspora espanhola.
No final do século XV, a união dinástica dos Reis Católicos foi o marco inicial da Espanha como estado unificado. A reconquista terminou para os espanhóis em 1492, ano em que Cristóvão Colombo chegou à América, marcando o início do Império Espanhol, uma das maiores potências mundiais nos séculos XVI e XVII, que deixou como legado centenas de milhões de hispanófonos pelo mundo, concentrados na América Hispânica.
Além disso, vivem na Espanha 4 982 183 estrangeiros (em 31 de Dezembro de 2015), que são provenientes principalmente da Romênia, Marrocos, Reino Unido, Itália e China. Juntas, essas cinco nacionalidades representam 50% da população imigrante na Espanha.

## Origem, genética e formação
Estudos genéticos, autónomos e de marcadores de haplogrupos, mostram claramente que os espanhóis estão intimamente relacionados com o resto da Europa, e em particular com as populações da costa atlântica: França, Grã-Bretanha, Irlanda, e seu vizinho ibérico, Portugal.

### Pré-história e período pré-romano
Os primeiros humanos anatomicamente modernos chegaram à Europa, vindos da Anatólia, há cerca de 45 mil anos, alcançando a Península Ibérica alguns milênios depois. Esses pioneiros encontraram e se miscigenaram com os neandertais, de modo que os europeus modernos possuem em torno de 2% do seu genoma de origem neandertal.
Com o início do Último Máximo Glacial, há cerca de 30 mil anos, a Península Ibérica foi um dos refúgios para os caçadores-coletores europeus, com grande parte do continente coberta por gelo. Durante essa glaciação, os caçadores-coletores gravetianos de pele e olhos escuros foram substituídos por caçadores-coletores de pele escura, olhos claros e um toque de ancestralidade do Oriente Próximo.
Por volta de sete mil anos atrás, agricultores vindos da Anatólia migraram para a Península Ibérica, se miscigenaram com os caçadores-coletores locais e introduziram a agricultura e a pele branca na região. A ancestralidade desses fazendeiros é o principal componente genético no sul da Europa. Com a agricultura, começaram a se formar povoados, alguns dos quais gradualmente evoluíram, dando origem, no terceiro milênio antes de Cristo, a protocidades, como Los Millares e El Argar.
Por volta de 2.500 a 2.000 a.C., pastores proto-indo-europeus do Leste Europeu, pertencentes à Cultura da cerâmica cordada, invadiram a Península Ibérica e se miscigenaram com os locais. Quase todos os haplogrupos de cromossomo Y existentes nessa península sul-europeia até então foram substituídos pelo haplogrupo R1b, vindo desses pastores e hoje majoritário entre os homens ibéricos.
Na primeira metade do primeiro milênio antes de Cristo, os povos celtas, oriundos da Europa Central, ocuparam o norte e noroeste da Península Ibérica e a Meseta Espanhola, misturando-se com os locais. A partir desse ponto, o pool genético dos bascos já está formado, praticamente não recebendo influências a partir de então. Nessa mesma época, marinheiros fenícios, gregos e cartagineses fundaram colônias na costa mediterrânea espanhola e mantiveram comércio com os locais e surgia a primeira civilização ibérica, a tartésica.

Mapa étnico-linguístico da Península Ibérica por volta de 300 a.C.

A Península Ibérica era habitada por diversos povos quando da chegada dos romanos. No norte, noroeste e oeste da península e Meseta Central, habitavam populações celtas e proto-celtas, como os celtiberos, ástures, cântabros, galaicos, lusitanos e túrdulos. O sul era habitado pelos cônios e turdetanos. O litoral mediterrâneo era habitado pelos diversos povos iberos, enquanto a região de Navarra e adjacências era habitada pelos vascões, provavelmente relacionados aos bascos modernos.

### Domínio romano e invasões germânicas
Em 218 a.C., durante a Segunda Guerra Púnica, a República Romana iniciou a conquista da Península Ibérica, a que os romanos denominariam “Hispânia”, a qual perdurou até o final do século I a.C., já no início do Império Romano. Gradualmente, os romanos impuseram sua língua e costume sobre os povos ibéricos e as populações abandonaram seu modo de vida tradicional. É sabido que do latim, a língua dos romanos, se baseia as línguas ibéricas, com exceção do basco, como o castelhano, português, galego e catalão.
Durante o período romano, chegaram aos atuais Portugal e Espanha os judeus, vindos da região de Canaã, formando a comunidade conhecida como sefarditas, os judeus ibéricos, os quais formariam uma das maiores e mais prósperas comunidades judaicas durante o período do Emirado e Califado de Córdoba. Os sefarditas deixaram algum legado genético nos portugueses e espanhóis modernos.
No século V, com as fronteiras do Império Romano do Ocidente fragilizadas, a Península Ibérica foi invadida pelos alanos, vândalos, suevos e visigodos (os primeiros, de origem irânica e os três últimos sendo povos germânicos), dos quais apenas os visigodos e suevos permaneceram na Península, ali fundando seus reinos. Os germânicos aparentam ter deixado um legado genético muito fraco nos ibéricos, dado o pequeno número de invasores em relação à população da época.

### Domínio muçulmano, a Reconquista e a formação do Estado espanhol
Em 711, aproveitando-se das disputas internas no Reino Visigodo, árabes e berberes vindos do Norte da África, apelidados pelos cristãos de “mouros”, invadiram a Península Ibérica, a qual denominavam “Al-Andalus”, a conquistando rapidamente. Durante séculos, os muçulmanos toleraram a fé de cristãos e judeus em Al-Andalus, mediante pagamento de um imposto especial, sendo os cristãos sob domínio mouro denominados “moçárabes”.
A única região da Ibéria que os muçulmanos não ocuparam foram as Astúrias, onde os visigodos se refugiaram e iniciaram ali, em 718, a Reconquista, o processo de retomada das terras muçulmanas pelos cristãos. Nesse processo, surgiram os reinos de Astúrias, Leão, Castela, Navarra, Aragão e Portugal.
A ancestralidade norte-africana está presente em grande parte da Península Ibérica, variando de 0 a 11%, sendo mais alta no sul e oeste ibéricos e praticamente ausente no País Basco e nordeste da península. Como resultado da Reconquista, houve uma maior convergência genética entre o norte e o sul da Península.
Os espanhóis conquistaram as Ilhas Canárias ao longo do século XV. Sua população indígena de origem berbere, os guanches, foi gradualmente absorvida por meio de casamentos com colonos espanhóis, assim formando o povo canarino, cujo genoma é predominantemente europeu.
O casamento dos Reis Católicos, Isabel de Castela e Fernando II de Aragão, em 1469, é considerado, por muitos, com o nascimento do Estado espanhol, a partir da união das coroas, enquanto outros consideram que a Espanha moderna nasceu em 1492, com a conquista de Granada e a chegada de Cristóvão Colombo à América.
Depois que a Reconquista terminou com a captura de Granada em 1492, os judeus e muçulmanos que recusaram a conversão ao catolicismo foram expulsos da Espanha. Os convertidos muçulmanos, chamados mouriscos, também foram expulsos em 1609: cerca de 300 mil de um total de 325 mil.

## Grupos Étnicos
Dentro da Espanha, há as chamadas nacionalidades históricas, isto é, comunidades autônomas com características culturais próprias, diferentes do restante do país, que são: Andaluzia, Catalunha, Comunidade Valenciana, País Basco, Galiza, Baleares e Canárias.

### Imigração
A população da Espanha está se tornando cada vez mais diversificada, devido à imigração recente. Espanha é agora um dos países com as mais altas taxas de imigração per capita no mundo e o segundo mais alto na migração absoluta no mundo (depois dos EUA) e imigrantes representam agora cerca de 10% da população. Desde 2000, a Espanha absorveu mais de 3 milhões de imigrantes, e milhares a mais chegam a cada ano. A população imigrante em 2006 ultrapassou quatro milhões e meio. São provenientes principalmente da Europa, América Latina, China, Filipinas, Norte de África e África Ocidental.

### Ciganos
Os ciganos, exônimo dado em português a um povo que se autodenomina "roma" ou "romani", são um grupo étnico nativo da Índia que, durante a Idade Média, migraram para o Oriente Médio e Europa. Alcançaram a Península Ibérica no século XV e a comunidade cigana dessa região é conhecida como caló.
Os ciganos espanhóis, por uma série de razões históricas e culturais não são considerados estrangeiros, mas de etnia diferente, e desempenham um papel importante no folclore andaluz, em especial na música e cultura. Não há estatísticas oficiais sobre a população cigana na Espanha, mas estimativas não oficiais a colocam entre 600 mil e 700 mil indivíduos, fazendo do país ibérico possuir uma das maiores comunidades ciganas da Europa, junto com a Romênia e Bulgária. Mais de 40% dos ciganos espanhóis vivem na região da Andaluzia e muitos também vivem no sul da França, especialmente na região de Perpignan.

### Diáspora espanhola
A diáspora espanhola, isto é, a dispersão dos espanhóis pelo mundo, se iniciou no século XV, com a conquista das Canárias. Os aborígenes canários, de origem berbere, foram absorvidos aos colonos espanhóis que se fixaram no arquipélago, assim formando o povo canarino.
Durante a colonização espanhola da América, centenas de milhares de colonos espanhóis, oriundos de toda a Espanha continental, especialmente da Andaluzia, Extremadura e Castela, migraram para as colônias na América Hispânica e, em menor medida, para as Filipinas. A presença de canarinos nas colônias espanholas foi fraca, com exceção das Antilhas Espanholas e da Venezuela, onde estavam bem presentes.
Segundo estimativas, 240 mil espanhóis emigraram para as Américas no século XVI, aos quais se juntaram 450 mil que emigraram no século seguinte.
Entre o final do século XIX e início do século XX, houve uma grande corrente imigratória da Espanha para países ibero-americanos, tendo como destinos preponderantes Argentina, Cuba e Brasil.

## Idiomas

Mapa cronológico mostrando o desenvolvimento das Línguas da Espanha.

O idioma proeminente na Espanha é o castelhano, também chamado e mais conhecido como espanhol, falado por quase toda a população do país. Outros idiomas têm importância maior em algumas regiões: o basco (euskera ou euskara) no País Basco e em Navarra; catalão na Catalunha e nas Ilhas Baleares e em diassistema, como variante deste primeiro, o valenciano, na Comunidade Valenciana; e por fim o galego na Galiza (em diassistema com o português em ambas as margens do rio Minho).
A ditadura de Francisco Franco proibiu todos os idiomas que não o espanhol. Como consequência da transição democrática na Espanha, em 1978, o catalão, galego e basco adquiriram o status de idiomas cooficiais nas suas respectivas regiões, tendo grande relevância local, inclusive possuindo diversas publicações como jornais diários nestes idiomas, e uma significante produção e publicação de livros e indústria midiática.